# Paul Kelly (zanger)

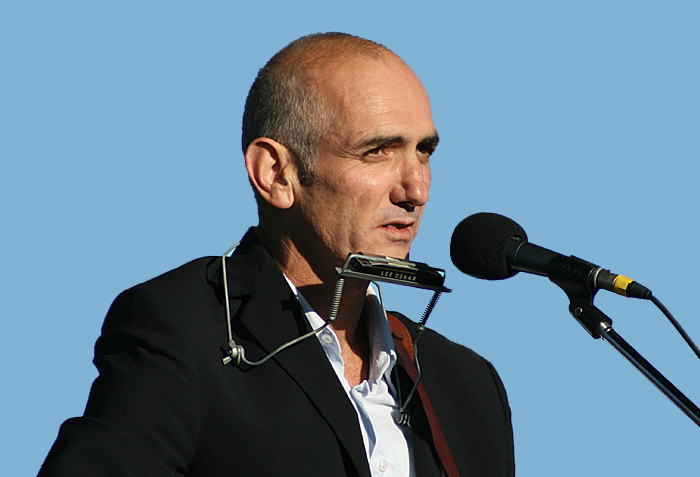
Paul Kelly, 2007

Paul Maurice Kelly (Adelaide, 13 januari 1955) is een Australisch singer-songwriter en gitarist. Hij trad solo op en leidde talloze groepen, waaronder de Dots, de Coloured Girls en de Messengers. 
Kelly's muziekstijl varieert van bluegrass tot studio-georiënteerde dubreggae, maar zijn kernactiviteiten bevinden zich op het grensvlak van folk, rock en country. Zijn teksten geven de uitgestrektheid van de cultuur en het landschap van Australië weer door het leven om hem heen gedurende meer dan 30 jaar vast te leggen. 
Nadat hij opgroeide in Adelaide, reisde Kelly door Australië voordat hij zich in 1976 in Melbourne vestigde. Hij raakte betrokken bij de pubrockscene en de drugscultuur en nam twee albums op met de Dots. Kelly verhuisde in 1985 naar Sydney, waar hij Paul Kelly and the Coloured Girls oprichtte. De band werd later omgedoopt tot Paul Kelly and the Messengers, aanvankelijk alleen voor internationale releases, om mogelijke raciale interpretaties van het woord "coloured" te vermijden. Eind jaren tachtig keerde Kelly terug naar Melbourne en in 1991 ontbond hij de Messengers.
Kelly is opgenomen in ARIA Hall of Fame en is benoemd tot officier in de Orde van Australië.

## Discografie

### Albums

#### Paul Kelly & The Dots
- Talk (1981)
- Manilla (1982)

#### Paul Kelly
- Post (1985)

#### Paul Kelly & The Coloured Girls°
- Gossip (1986)
- Under The Sun (1987)

° credited as Paul Kelly & The Messengers in North America

#### Paul Kelly & The Messengers
- So Much Water So Close To Home (1989)
- Comedy (1991)
- Hidden Things (1992)

#### Paul Kelly
- Live, May 1992 (1992)
- Wanted Man (album) (1994)
- Deeper Water (1995)
- Live At The Continental And The Esplanade (1996)
- Songs From The South - Paul Kelly's Greatest Hits (1997)
- Words and Music (1998)

#### Paul Kelly with Uncle Bill
- Smoke (1999)

#### Professor Ratbaggy
- Professor Ratbaggy (1999)

#### Paul Kelly
- Nothing But A Dream (2001)
- Ways & Means (2004)
- Stolen apples (2007)
- Spring and Fall (2012)
- Seven Sonnets and a Song (2016)

#### Paul Kelly and the Stormwater Boys
- Foggy Highway (2005)

#### Stardust Five
- Stardust Five (2006)